# Astralium haematragum
Astralium haematragum is een slakkensoort uit de familie van de Turbinidae. De wetenschappelijke naam van de soort is voor het eerst geldig gepubliceerd in 1829 door Menke.